# .476 Enfield
O .476 Enfield, também conhecido como .476 Eley, .476 Revolver, e ocasionalmente .455/476, é um cartucho de fogo central metálico para revólver que utiliza pólvora negra britânico. O nome "Enfield" deriva da localização da Royal Small Arms Factory em Enfield Lock, o arsenal onde as armas de pequeno porte militares britânicas eram produzidas, enquanto "Eley" era uma marca comercial britânica. Usado no revólver Enfield Mk II, a variante "Mk III" foi introduzida pelo Exército Britânico em 1881, substituindo os cartuchos .476 Enfield Mark I e II anteriores, que por sua vez substituíram os cartuchos .450 Adams, todos os quais também usavam pólvora negra como propelente.

## História

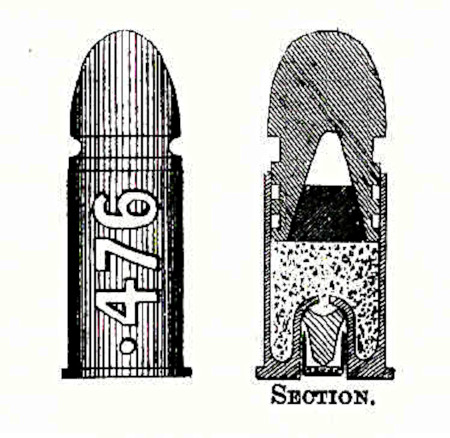
Ilustração em corte do .476 Enfield.

### Uso em serviço britânico
O cartucho .476 Enfield esteve em serviço britânico apenas por um período comparativamente curto antes de ser substituído pelo .455 Webley Mark I com pólvora negra em 1887 e depois pelo ".455 Webley Mark II" carregado com pólvora sem fumaça em setembro 1897. Pouco mais de 1.000 Enfield Mark II foram emitidos para a "North-West Mounted Police", e permaneceram em serviço até 1911, quando os últimos Enfields foram retirados em favor do Colt New Service em .45 Colt mais moderno (e confiável).

### Intercambiabilidade

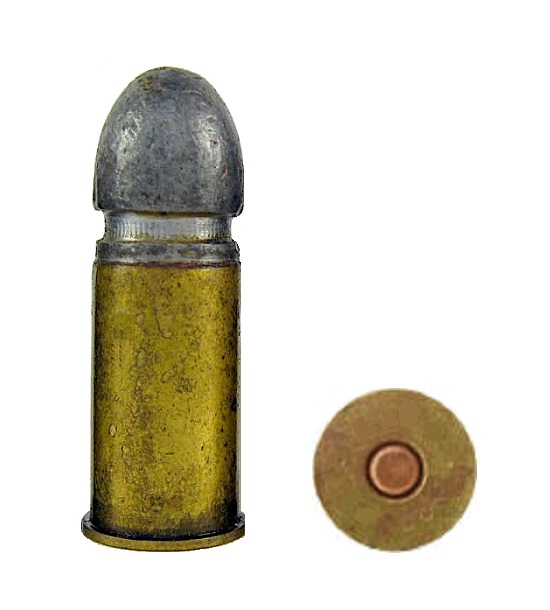
O cartucho .476 Enfield.

Usando a mesma bala de .455" (11,6 mm) do Webley Mark I, o estojo do .476 é 0,05 mm (0,002 pol.) Mais longo e leva uma carga de 18 gr (1,17 g) de pólvora, em comparação a 6,5 gr (0,42 g) de cordite do .455 Mark I. Embora o cartucho .476 Enfield pudesse ser usado em qualquer revólver de serviço do calibre .455 Webley fabricado na Grã-Bretanha, havia problemas com os modelos de revólver Colt ou Smith & Wesson .455 de produção posterior, que eram susceptíveis de ter diâmetros de cano ligeiramente menores.
Apesar da diferença na designação, o .476 era intercambiável com os anteriores ".450 Adams" e ".455 Webley" (o último Mark I em pólvora negra e os Marks II a VI em pólvora sem fumaça), bem como o ".455 Colt" (uma marca comercial dos EUA para o mesmo cartucho Webley .455, com balísticas ligeiramente diferentes), que usam o mesmo projétil de .455 pol. (11,6 mm), com diferença estando em qual diâmetro foi medido. Oficialmente, os cartuchos ".450 Adams", ".476 Enfield" e ".455 Webley" podem ser disparados no revólver Webley Mark III do Governo Britânico; embora o comprimento do estojo, o peso e a forma da bala e a carga de pólvora sejam diferentes, todos os três cartuchos apresentam um diâmetro de estojo de 0,476 polegadas com um diâmetro de bala de 0,455 polegadas, que pode ser disparado em um cano de 0,450 polegadas.

## Dimensões

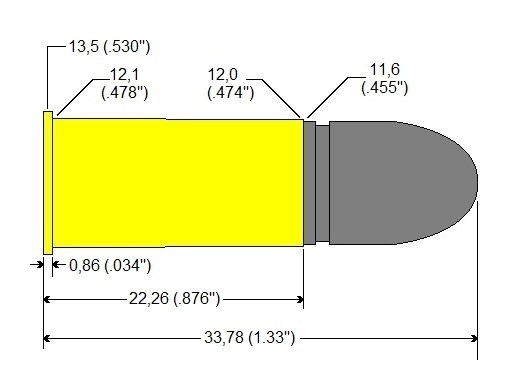